# Lepralia columbiae
Lepralia columbiae är en mossdjursart som beskrevs av Charles Henry O'Donoghue 1926. Lepralia columbiae ingår i släktet Lepralia, ordningen Cheilostomatida, klassen Gymnolaemata, fylumet mossdjur och riket djur. Inga underarter finns listade i Catalogue of Life.